# Liatris ligulistylis
Liatris ligulistylis là một loài thực vật có hoa trong họ Cúc. Loài này được (A.Nelson) K.Schum. mô tả khoa học đầu tiên năm 1903.